# Toita Yasuji

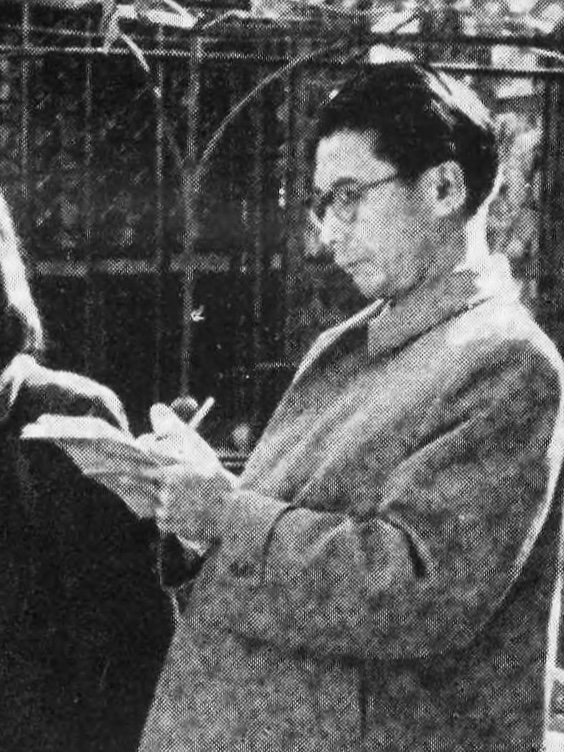
1955, in Suzhou

Toita Yasuji (japanisch 戸板 康二; geboren 14. Dezember 1915 in Tokio; gestorben 23. Januar 1993 ebenda) war ein japanischer Schauspielkritiker, Schriftsteller und Essayist.

## Leben und Wirken
Toita Yasuji machte 1938 seinen Abschluss am Institut für japanische Literatur an der Fakultät für Literatur an der Keiō-Universität. Nachdem er für das Lebensmittelunternehmen „Meiji Seika“ (明治製菓) gearbeitet hatte, schloss er sich 1944 dem Verlag „Nihon Theatre Company“ (日本演劇社, Nihon engski-sha) an, wo er als Redakteur für das Magazin „Nihon Gekijo“ (日本演劇) arbeitete und später Editor-in-Chef als Theaterkritiker wirkte. Beeinflusst von den Vorlesungen, die der Schriftsteller und Literaturwissenschaftler Orikuchi Shinobu über die Geschichte der japanischen darstellenden Künste gehalten hatte, richtete er sein Augenmerk auf Theaterforschung und -kritik.
1948 gewann Toita den „Togawa Shūkotsu-Preis“ für „Waga Kabuki“ (わが歌舞伎) – „Mein Kabuki“ und 1949 für „Marumoto Kabuki“. 1950 verließ er die „Nihon Theatre Company“ und wurde freischaffender Theaterkritiker und Schriftsteller. 1952 erhielt er für seine Stücke „Gekijo no isu“ (劇場の椅子) – „Der Stuhl des Theaters“ und „Konnichi no Kabuki“ (今日の歌舞伎) – „Das Kabuki von heute“ den Preis des Kulturministers für Kunstförderung (芸術選奨文部大臣賞). 1960 gewann er den Naoki-Preis für seinen Kriminalroman „Danjurō Seppuku Jiken“ (団十郎切腹事件) – „Suizid des Danjirō“, sein Essay „Chotto ii hanashi“ (ちょっといい話) – „eine nette kleine Geschichte“ wurde ein Bestseller. 1969 veröffentlichte er das Theaterstück „Marie-Antoinette“. Zu weiteren Veröffentlichungen Toitas gehören „Shingekishi no Hitobito“ (新劇史の人々) – „Personen in der neueren Geschichte des Theaters“ und „Chūshingura“ (忠臣蔵) – „Schatz treuer Vasallen“, die Geschichte der 47 Rōnin.
Toita publizierte mehr als 30 Kritikbände und Einführungen, etwa 40 Essays, 25 Romane, 2 Theaterstücke, 12 Fernsehdramen, 5 Haiku-Sammlungen. Er wurde unter anderem 1976 mit dem Kikuchi-Kan-Preis ausgezeichnet und 1977 mit dem Preis der Japanischen Akademie der Künste. 1991 wurde er Mitglied der Akademie.